# Skunkovití
Skunkovití (Mephitidae) jsou jednou z čeledí savců z řádu šelem (Carnivora). Praví skunkové (3 rody) se vyskytují pouze na americkém kontinentu a obývají různorodá prostředí. Nicméně jejich blízce příbuzné dva druhy jezevců rodu Mydaus žijí v Asii. Jsou to všežravci s výrazně černobíle zbarvenou srstí. Pod ocasem mají pachové žlázy sloužící k obraně. Člení se do 4 existujících a mnoha vyhynulých rodů.

## Taxonomie
- rod Conepatus – skunk (Gray, 1837)
  - Conepatus chinga (Molina, 1782) skunk velký
  - Conepatus humboldtii (Gray, 1837) skunk jižní
  - Conepatus leuconotus (Lichtenstein, 1832) skunk bělohřbetý
  - Conepatus semistriatus (Boddaert, 1785) skunk znamenaný
- rod Mephitis – skunk (E. Geoffroy Saint-Hilaire & F. G. Cuvier, 1795)
  - Mephitis macroura (Lichtenstein, 1832) skunk dlouhoocasý
  - Mephitis mephitis (Schreber, 1776) skunk pruhovaný
- rod Mydaus - jezevec (F. G. Cuvier, 1821)
  - Mydaus javanensis (Desmarest, 1820) jezevec smrdutý
  - Mydaus marchei (Huet, 1887) jezevec krátkoocasý
- rod Spilogale - skunk (Gray, 1865)
  - Spilogale angustifrons (Howell, 1902) skunk středoamerický
  - Spilogale gracilis (Merriam, 1890) skunk západní
  - Spilogale putorius (Linnaeus, 1758) skunk skvrnitý
  - Spilogale pygmaea (Thomas, 1898) skunk malý